# Билиарный сладж
Билиа́рный сладж — осадок в жёлчном пузыре, образующийся при застое жёлчи. Осадок состоит из кристаллов холестерина, солей кальция, билирубиновых пигментов, муцинов и других компонентов.

## Осложнения
Билиарный сладж может вызвать такие осложнения, как печёночная колика, острый холецистит и острый панкреатит.

## Диагностика
Билиарный сладж обычно диагностируется с помощью компьютерной томографии или трансабдоминальной ультрасонографии. Дополнительно может быть проведена эндоскопическая ультрасонография и исследование жёлчи.

## Лечение
Для пациентов, у которых симптомы не проявляются, лечение не рекомендуется. При наличии симптомов заболевания назначается медикаментозное лечение, а при отсутствии эффекта от лечения или при развитии осложнений — холецистэктомия. Если имеются противопоказания для хирургического вмешательства может быть проведена эндоскопическая сфинктеротомия, чтобы уменьшить риск развития панкреатита.

## Прогноз
Прогноз условно благоприятный, при адекватно проведенном лечении возможно полное выздоровление. При отсутствии лечения возможно развитие жёлчнокаменной болезни. Если билиарный сладж вызван внешними причинами, например, беременностью, то после их устранения его симптомы могут пройти.

## Эпидемиология
Распространённость билиарного сладжа невысока, составляет 0—0,20 % среди мужчин и 0,18—0,27 % среди женщин, но при определённых условиях может быть выше.